# Harald Marg
Harald Marg (Maagdenburg 26 september 1954) is een Oost-Duits kanovaarder. 
Marg behaalde zijn grootste succes in de K-4. Marg werd in de K-4 driemaal wereldkampioen op de 1.000 en tweemaal op de 500 meter.
Marg behaalde zijn grootste succes tijdens de Olympische Zomerspelen 1980 in Moskou met de gouden medaille in de K-4 1.000 meter.

## Belangrijkste resultaten

### Olympische Zomerspelen
| Editie | Plaats | Resultaten |
| ------ | ------ | ---------- |
| 1980   | Moskou | K-4 1.000m |

### Wereldkampioenschappen vlakwater
| Jaar | Plaats     | Resultaten            |
| ---- | ---------- | --------------------- |
| 1973 | Tampere    | K-4 1.000m            |
| 1975 | Belgrado   | K-4 1.000m · K-2 500m |
| 1978 | Belgrado   | K-4 500m · K-4 1.000m |
| 1979 | Duisburg   | K-4 500m · K-4 1.000m |
| 1981 | Nottingham | K-4 1.000m · K-4 500m |
| 1982 | Belgrado   | K-4 1.000m · K-4 500m |
| 1983 | Tampere    | K-4 1.000m            |

1964: Anatoli Grisjin & Vjatsjeslav Ionov & Vladimir Morozov & Nikolai Tsjoezjikov ·
1968: Steinar Amundsen & Tore Berger & Jan Johansen & Egil Søby ·
1972: Valeri Didenko & Joeri Filatov & Vladimir Morozov & Joeri Stetsenko ·
1976: Aleksandr Degtjarev & Joeri Filatov & Vladimir Morozov & Sergej Tsjoechrai ·
1980: Bernd Duvigneau & Rüdiger Helm & Harald Marg & Bernd Olbricht ·
1984: Grant Bramwell & Ian Ferguson & Paul MacDonald & Alan Thompson ·
1988: Attila Ábrahám & Ferenc Csipes & Zsolt Gyulay & Sándor Hódosi ·
1992: Mario von Appen & Oliver Kegel & Thomas Reineck & André Wohllebe ·
1996: Detlef Hofmann & Thomas Reineck & Olaf Winter & Mark Zabel ·
2000: Gábor Horváth & Zoltán Kammerer & Botond Storcz & Ákos Vereckei ·
2004: Gábor Horváth & Zoltán Kammerer & Botond Storcz & Ákos Vereckei ·
2008: Abalmasaw & Litvintsjoek & Machnew & Pjatroesjenka ·
2012: Jacob Clear & Dave Smith & Tate Smith & Murray Stewart ·
2016: Marcus Groß & Max Hoff & Tom Liebscher & Max Rendschmidt